# Arrats
Der Arrats ist ein Fluss im Süden von Frankreich, in der Region Okzitanien. Er entspringt offiziell bei Lannemezan auf dem Plateau von Lannemezan. Hier wird er vom Canal de la Neste abgezweigt und das Wasser rund 30 Kilometer über den Canal de la Gimone et de l’Arrats bis zu seinem natürlichen Ursprung transportiert. Er fließt generell in Richtung Norden und mündet nach insgesamt rund 162 Kilometern im Gemeindegebiet von Saint-Loup, nahe beim Kernkraftwerk Golfech, als linker Nebenfluss in die Garonne.

## Orte am Fluss
- Département Hautes-Pyrénées (65): Arné, Lalanne
- Département Haute-Garonne (31): Boudrac
- Département Gers (32): Castelnau-Barbarens, Homps, Mauvezin, Saint-Clar, Sère
- Département Tarn-et-Garonne (82): Marsac

## Nebenflüsse
- Orbe: 16,7 km
- Arrat de devant: 14,1 km
- Gélon: 8,4 km
- Campunau: 8,7 km